# 徐源 (韓國歌手)
徐源（2000年12月18日—），韓國男歌手，2022年3月30日以韓國男團NINE.i成員出道，於團內擔任主舞。他有一個孿生兄弟。

## 經歷
2018年，出演舞蹈競賽節目《Dancing High》。
2023年，與同團隊友張芝豪、Winnie參與男團選秀節目《BOYS PLANET》。

### 綜藝節目
| 年份   | 播放日期         | 電視台 | 節目名稱     | 備註 |
| 2018年 | 9月7日－10月26日 | KBS2   | Dancing High |      |
| 2023年 | 2月2日-          | Mnet   | BOYS PLANET  |      |

## 外部連結
- 徐源的Instagram帳戶